# Sopwith Cobham
El Sopwith Cobham fue un avión bombardero triplano bimotor británico diseñado y construido por la Sopwith Aviation Company durante la Primera Guerra Mundial. El único avión bimotor construido por Sopwith, el Cobham no voló hasta después del final de la guerra, y no tuvo éxito debido al fallo de sus motores, construyéndose sólo tres prototipos.

## Diseño y desarrollo
El Sopwith Cobham fue diseñado para cubrir con un requisito de junio de 1918 por un bombardero medio bimotor de largo alcance para equipar a la Real Fuerza Aérea (para cubrir con las especificaciones Type IV, VI y VII de la RAF). El diseño de Herbert Smith era un triplano bimotor con un fuselaje de vigas de cajón de madera revestido de tela y contrachapado, mientras que las alas, que eran de igual envergadura, tenían cada una dos largueros de abeto y revestimiento de tela. Fue diseñado para ser propulsado por dos de los nuevos motores radiales ABC Dragonfly, que prometían alta potencia con un bajo peso instalado, y se habían encargado en grandes cantidades para ser instalados en la mayoría de los posibles tipos previstos para equipar a la RAF. Tenía una tripulación de tres personas, con un piloto sentado en una cabina justo delante del borde de ataque de las alas, mientras que los artilleros se sentaban en posiciones de morro y dorsal, cada uno armado con ametralladoras Lewis en anillos Scarff.  Se podían llevar tres bombas de 114 kg verticalmente en el fuselaje.
Se encargaron tres prototipos, siendo el único avión bimotor construido por Sopwith. El primer prototipo se completó en diciembre de 1918, pero no había motores Dragonfly disponibles, por lo que fue equipado con motores Siddeley Puma para poder realizar las pruebas de vuelo, realizando su vuelo inaugural en abril de 1919. Posteriormente fue remotorizado con Puma más potentes y de alta compresión, con una potencia nominal de 220 kW (290 hp), siendo probado en RAF Martlesham Heath en marzo de 1920.
Los motores Dragonfly listos para volar se entregaron durante 1919. Como eran más pesados de lo esperado, hubo que modificar el diseño, con los motores montados más atrás, y ajustar el decalaje de las alas. Los aviones propulsados por Dragonfly también fueron equipados con un timón más grande, como resultado de la experiencia adquirida con los aviones propulsados por Puma. Los dos prototipos propulsados por Dragonfly, denominados Cobham Mk I (con el primer prototipo propulsado por Puma designado como Cobham Mk II), volaron en enero y febrero de 1920. El Dragonfly demostró ser extremadamente poco fiable y el desarrollo del motor se detuvo en septiembre de 1920, lo que llevó a que se descartaran los dos prototipos propulsados por dicho motor. El primer prototipo no duró mucho más, volando por última vez el 27 de enero de 1921 en el Royal Aircraft Establishment, Farnborough.

## Variantes
Cobham Mk I
Versión propulsada por motores Dragonfly IA de 269 kW (360 hp). Dos construidos.
Cobham Mk II
Primer prototipo, propulsado por motores Siddeley Puma. Uno construido.

## Especificaciones (Cobham II)
Referencia datos: The British Bomber since 1914

### Características generales
- Tripulación: Tres (un piloto y dos artilleros)
- Longitud: 12 m (39,4 ft)
- Envergadura: 16 m (52,5 ft)
- Altura: 4 m (13,1 ft)
- Peso cargado: 2858 kg (6299 lb) [4]
- Planta motriz: 2× motor lineal de 6 cilindros refrigerado por agua Siddeley Puma.
  - Potencia: 220 kW (303 HP; 299 CV) cada uno.
- Hélices: Bipala

### Armamento
- Ametralladoras: 

  - 2x Lewis en anillo Scarff en cabinas de morro y dorsal
- Bombas: 340 kg llevadas internamente

## Aeronaves relacionadas

### Aeronaves similares
- de Havilland DH.11 Oxford
- Avro 533 Manchester
- Boulton Paul Bourges